# Sindicato Obrero Canario
El Sindicato Obrero Canario (SOC) fue una organización sindical de clase, de izquierdas y nacionalista canaria.

## Historia
Comienza a organizarse clandestinamente en los últimos años de la dictadura franquista, alrededor de distintos despachos de abogados laboralistas y al calor de las luchas obreras que se estaban produciendo en aquellos momentos en Canarias. Surge también vinculado al auge que el nacionalismo canario tiene en los años 70, especialmente el que luego se aglutinará en torno a la Unión del Pueblo Canario. En 1977 el Sindicato Obrero Canario es legalizado. 
En 1993 confluirá con distintas organizaciones sindicales del campo nacional-popular en Intersindical Canaria. 
El paulatino desencanto con el trabajo de Intersindical Canaria, llevará a que un sector del antiguo SOC se desligue de Intersindical e intente recuperar el nombre de Sindicato Obrero Canario. Ante la imposibilidad de registrarse con el antiguo nombre, se crea, junto con otros sectores sindicales, el Frente Sindical Obrero de Canarias (FSOC). Sin embargo, en el año 2015 se produce una crisis interna que fractura la organización entre las dos islas capitalinas. El sindicato en Gran Canaria mantiene las siglas FSOC, mientras que en Tenerife varía sus siglas a Alternativa SOC, Alternativa Sindical Obrera Canaria.